# Tapas Relia
Tapas Relia (Gujarati: તપસ રેલિયા; n. 11 de agosto de 1978 en Surat, Gujarat) es un cantante, compositor de música y productor indio, conocido por sus famosas campañas publicitarias de marcas reconocidas como Close-Up (toothpaste), Domino's Pizza, Amaron Batteries, IPL y Mahabharat. Desde 1996, en Mumbai también ha compuesto temas musicales para varias películas del Bollywood, incluyendo su primera película más importante de la India como 'Hanuman (película del 2005)  y la película recientemente estrenada titulada 'Lakshmi (2014 película)', una película sobre la trata de niños dirigido por el aclamado director de cine Nagesh Kukunoor. Actualmente reside en Mumbai, trabaja y opera su propio estudio de grabación.

## Biografía
Tapas Relia nació en Surat, Gujarat, vivió y se crio en Ahmedabad. Pasó toda su infancia y adolescencia en Ahmedabad y terminó la escuela secundaria superior en el St. Xavier Loyola Hall, en Ahmedabad. En 1996 se trasladó a Mumbai para proseguir con sus estudios y una carrera musical. Comenzó por aprender música clásica occidental, con piano como su principal instrumento y llegó al 7º Grado en el "Trinity College of Music" de Londres. Al mismo tiempo, también experimentó la música comercial y aprendió programación de música con sintetizadores y secuenciadores. En el 2000 se trasladó a los Estados Unidos y estudió composición para cines y multimedia, en la Universidad de Nueva York, como curso de verano, luego regresó a la India ese mismo año, para publicar su terminación.

## Carrera
Empezó a componer y arreglar música para pequeños trabajos de publicidad, principalmente para el sector empresarial y radio. Su primera ruptura importante en la publicidad convencional, llegó en la forma de componer un jingle para una marca llamada, "Kya Aap Primer Karte Hain", en su primer plano (pastas dentales). Fue un gran éxito y considerado como uno de los mejores jingles de todos los tiempos, incluso hasta la fecha. Después compuso cientos de anuncios y otros jingles para marcas líderes y organismos, entre ellos para una campaña de Baterías Amaron, Domino's Pizza 'Pizza Aaye Free' campaign, Hero Honda (2010), IPL Mumbai Indians y varias otras campañas publicitarias, incluidas las campañas de publicidad y promociones para líderes de televisión como Mahabharata (2013) Kaun Banega Crorepati Season 3, Bigg Boss y MasterChef India.

## Filmografía
| Año  | Título                     | Productor                                                                  | Director                 | Créditos                                       |
| ---- | -------------------------- | -------------------------------------------------------------------------- | ------------------------ | ---------------------------------------------- |
| 2005 | C U At 9                   | Milgrey Finance & Investments, Percept Picture Company                     | Marlon Rodrigues         | Original Songs and Background Music            |
| 2005 | Hanuman (película de 2005) | Hyderabad Innovatives, Percept Picture Company, Sahara One Motion Pictures | V.G. Samant, Milind Ukey | Original Songs and Background Music            |
| 2007 | Return of Hanuman          | Percept Picture Company, Toonz Animation India                             | Anurag Kashyap           | Original Songs and Background Music            |
| 2009 | Fruit and Nut (film)       | Indian Films, Studio 18                                                    | Kunal Vijaykar           | Original Songs and Background Music            |
| 2010 | Bumm Bumm Bole             | Percept Picture Company, Sanjay Ghodawat Group                             | Priyadarshan             | Original Songs. 1) Aashaon Ke Pankh 2) Rang De |
| 2010 | Toonpur Ka Super Hero      | Big Screen Entertainment, Climb Media, Eros International                  | Kireet Khurana           | Original Background Music                      |
| 2011 | Kucch Luv Jaisaa           | Cinema Capital Venture Fund, Sunshine Pictures See                         | Barnali Roy Shukla       | Original Background Music                      |
| 2011 | Mod (film)                 | Kukunoor Movies, Shreya Entertainment                                      | Nagesh Kukunoor          | Original Songs and Background Music            |
| 2012 | Ferrari Ki Sawaari         | Vinod Chopra Productions                                                   | Rajesh Mapuskar          | Original Background Music                      |
| 2014 | Lakshmi (película de 2014) | Kukunoor Movies Production, SIC Productions, UV News Media & Communication | Nagesh Kukunoor          | Original Songs and Background Music            |
|      | Dhanak (Under Production)  | Kukunoor Movies Production                                                 | Nagesh Kukunoor          | Original Songs and Background Music            |